# Steereocolea
Steereocolea es un género de musgos hepáticas de la familia Balantiopsaceae. Comprende 3 especies descritas y de estas, solo 2 aceptadas.

## Taxonomía
El género fue descrito por Rudolf M. Schuster  y publicado en Bulletin of the National Science Museum 11: 23. 1968.  La especie tipo es:  S. bisbifida (Stephani) Schuster

## Especies aceptadas
A continuación se brinda un listado de las especies del género Steereocolea aceptadas hasta diciembre de 2014, ordenadas alfabéticamente. Para cada una se indica el nombre binomial seguido del autor, abreviado según las convenciones y usos.	
- Steereocolea bisbifida (Stephani) Schiffner
- Steereocolea latifolia (Stephani) R.M. Schust.